# Kanta Doi
Kanta Doi (japanisch 土肥 幹太 Doi Kanta; * 10. November 2004 in Kodaira, Präfektur Tokio) ist ein japanischer Fußballspieler.

## Karriere
Kanta Doi erlernte das Fußballspielen in den Jugendmannschaften des Odd Person Junior FC und dem FC Tokyo. Beim FC Tokyo unterschrieb er am 1. Februar 2023 seinen ersten Vertrag. Der Verein aus der Präfektur Tokio spielt in der ersten Liga, der J1 League. Sein Erstligadebüt gab Kanta Doi am 3. Dezember 2023 (34. Spieltag) im Auswärtsspiel gegen Shonan Bellmare. Bei dem 1:0-Erfolg wurde er in der 80. Minute für den verletzten Kashif Bangnagande eingewechselt.